# Giải thưởng Làn Sóng Xanh 2020
'Làn Sóng Xanh lần thứ 23 (2020)' chính thức được diễn ra tại Nhà hát VOH (Thành phố Hồ Chí Minh) vào ngày 28 tháng 1 năm 2021. Trước đó ban tổ chức giải thưởng đã công bố danh sách đề cử 9 hạng mục do Hội đồng chuyên môn bình chọn gồm: 
1. Nam/ Nữ ca sĩ của năm
2. Ca khúc của năm
3. MV của năm
4. Hòa âm phối khí
5. Gương mặt mới xuất sắc
6. Sự kết hợp xuất sắc
7. Ca sĩ đột phá
8. Bài hát hiện tượng
9. Nam/ Nữ ca sĩ được yêu thích nhất
10. Top 10 ca khúc được yêu thích nhất

## Đề cử và chiến thắng
| Top 10 ca khúc được yêu thích |
| --- |
| 1. Anh thanh niên (HuyR) 2. Em không sai chúng ta sai (Nguyễn Phúc Thiện – Erik) 3. Có chắc yêu là đây (Sơn Tùng M-TP) 4. Hơn cả yêu (Khắc Hưng - Đức Phúc) 5. Chân ái (Châu Đăng Khoa -Orange & Khói) 6. Em bỏ hút thuốc chưa (Tiên Cookie – Bích Phương ft Traitimtrongvang) 7. Bigcityboi (Binz) 8. Hoa nở không màu (Nguyễn Minh Cường - Hoài Lâm) 9. Hoa hải đường (Jack) 10. Thiên đàng (Wowy & JoliPoli) |

| Hạng mục                          | Hạng mục                          | Đề cử | Chiến thắng                                                                                             | %                                                      | Chú thích |
| --------------------------------- | --------------------------------- | --- | --- | ------------------------------------------------------ | --------- |
| Nam ca sĩ của năm                 | Nam ca sĩ của năm                 | - Erik - Hoài Lâm - Jack - Sơn Tùng M-TP | - Binz                                                                                                  | 47%                                                    | [ 2 ]     |
| Nữ ca sĩ của năm                  | Nữ ca sĩ của năm                  | - Hiền Hồ - Hòa Minzy - Bích Phương - Hoàng Thùy Linh | - Amee                                                                                                  | 46%                                                    | [ 2 ]     |
| Ca khúc của năm                   | Ca khúc của năm                   | - Có chắc yêu là đây – Sơn Tùng M-TP - Em bỏ hút thuốc chưa – Tiên Cookie – Bích Phương ft Traitimtrongvang - Em không sai chúng ta sai – Nguyễn Phúc Thiện – Erik - Hoa hải đường – Jack                                              | - Hoa nở không màu – Nguyễn Minh Cường – Hoài Lâm                                                       | 38,1%                                                  | [ 2 ]     |
| MV của năm                        | MV của năm                        | - Sao anh chưa về nhà – Amee. Đạo diễn: Nhu Đặng - Em bỏ hút thuốc chưa - Bích Phương ft Traitimtrongvang. Idea: 1989s team - Hoa hải đường – Jack. Đạo diễn: Khương Vũ - Có chắc yêu là đây – Sơn Tùng M-TP. Đạo diễn: Jason          | - Không thể cùng nhau suốt kiếp - Hòa Minzy ft Mr Siro. Đạo diễn: Kawaii Tuấn Anh, Biên kịch: Minh Châu | 29%                                                    | [ 2 ]     |
| Hòa âm phối khí                   | Hòa âm phối khí                   | - Sao anh chưa về nhà – Amee. Music producer: TDK - Người ơi người ở đừng về - Đức Phúc. Music producer: DTAP - Trên tình bạn dưới tình yêu – Min. Music producer: Khắc Hưng - Chân ái – Orange & Khói. Music producer: Châu Đăng Khoa | - Bigcityboi – Binz. Music producer: Touliver                                                           | - Bigcityboi – Binz. Music producer: Touliver          | [ 2 ]     |
| Gương mặt mới xuất sắc            | Gương mặt mới xuất sắc            | - HuyR (Anh thanh niên) - APJ (Ai mang cô đơn đi) - Pháo (2 phút hơn) - Ricky Star (Sao anh chưa về nhà) | - Hoàng Dũng (Nàng thơ)                                                                                 | 48,5%                                                  |           |
| Sự kết hợp xuất sắc               | Sự kết hợp xuất sắc               | - Jack & DTAP (Hoa hải đường) - Orange & Châu Đăng Khoa & Khói (Chân Ái) - Miu Lê & Da LAB (Gác lại âu lo) - Bích Phương & Tiên Cookie & Dương K (Em bỏ hút thuốc chưa)                                                                | - Amee & Lyly, Hứa Kim Tuyền, TDK & Ricky Star (Sao anh chưa về nhà)                                    | 38%                                                    |           |
| Ca sĩ đột phá                     | Ca sĩ đột phá                     | - HuyR (Anh Thanh niên) - Quân A.P (Bông hoa đẹp nhất) - Amee (Sao anh chưa về nhà) - Liz Kim Cương (Khác biệt to lớn) | - Binz (Bigcityboi)                                                                                     | - Binz (Bigcityboi)                                    |           |
| Bài hát hiện tượng                | Bài hát hiện tượng                | - Anh thanh niên – HuyR - Em không sai chúng ta sai – Nguyễn Phúc Thiện – Erik - Hoa nở không màu – Nguyễn Minh Cường – Hoài Lâm - Thiên đàng – Wowy, Phạm Hải Âu – Wowy ft JoliPoli                                                   | - Bigcityboi – Binz                                                                                     | - Bigcityboi – Binz                                    |           |
| Chiến thắng                       |                                   | | |                                                        |           |
| Nữ ca sĩ được yêu thích nhất      | Nữ ca sĩ được yêu thích nhất      | - Bích Phương | - Bích Phương                                                                                           | - Bích Phương                                          |           |
| Nam ca sĩ được yêu thích nhất     | Nam ca sĩ được yêu thích nhất     | - Jack | - Jack                                                                                                  | - Jack                                                 |           |
| Ca khúc được yêu thích trên radio | Ca khúc được yêu thích trên radio | - Em không sai chúng ta sai (Nguyễn Phúc Thiện – Erik) | - Em không sai chúng ta sai (Nguyễn Phúc Thiện – Erik)                                                  | - Em không sai chúng ta sai (Nguyễn Phúc Thiện – Erik) |           |
| Giải thưởng đặc biệt              | Album của năm                     | - dreAMEE – Amee | - dreAMEE – Amee                                                                                        | - dreAMEE – Amee                                       |           |
| Giải thưởng đặc biệt              | Dự án của năm                     | - Love Songs 4 – Hồ Ngọc Hà | - Love Songs 4 – Hồ Ngọc Hà                                                                             | - Love Songs 4 – Hồ Ngọc Hà                            |           |

## Kỉ lục
Các ca sĩ nhận nhiều đề cử Làn Sóng Xanh 2020 nhất (3 trở lên):
| Ca sĩ         | Đề cử | Thắng |
| ------------- | ----- | ----- |
| Amee          | 5     | 3     |
| Binz          | 4     | 5     |
| Jack          | 4     | 2     |
| Bích Phương   | 4     | 2     |
| Hoài Lâm      | 3     | 2     |
| Erik          | 3     | 2     |
| HuyR          | 3     | 1     |
| Sơn Tùng M-TP | 3     | 1     |